# Espace naturel de l'Oise

Depuis 1997, le Conservatoire des sites naturels de Picardie réalise la gestion et l'ouverture au public de sites naturels remarquables, dans le cadre de la politique départementale du Conseil général de l'Oise. 

## Liste des sites naturels

### Parc et Réserve naturelle
- Parc naturel régional Oise-Pays de France
- Réserve naturelle de la Côte Sainte-Hélène (RNR 11)

### Autres sites
- La forêt domaniale de Caumont
- La forêt domaniale de Malmifait
- La forêt du Parc de Saint-Quentin
- La Forêt de Thelle
- La Forêt de Hez-Froidmont
- Les forêts domaniales de Compiègne, Laigue et Ourscamp-Carlepont
- Massif des Trois Forêts : Chantilly, Halatte et Ermenonville
- Bois du Roi
- La vallée de l’Avelon et bocage du Bray humide
- La vallée de l'Automne
- La vallée de l'Ourcq
- Le Marais de Bourneville à Marolles
- Le Mont Ganelon
- Le Mont César à Bailleul-sur-Thérain
- La Cuesta du Bray
- La Mont Sainte Hélène à St. Pierre és Champs

## Pour approfondir

#### Généralités
- Écologie, Conservation de la nature,
- Réserve naturelle, Réserve de biosphère
- Biologie de la conservation, écologie du paysage, corridor biologique
- Société nationale de protection de la nature
- Naturalité
- Droit de l'environnement, Natura 2000, Directive Oiseaux

#### Sur la France
- Liste de sites naturels de France
- Liste des réserves naturelles nationales de France (classées par région et département)
- Liste des réserves naturelles régionales de France (classées par région et département)

#### Sur la Picardie
- Sites naturels de Picardie
- Site naturel de la Somme
- Site naturel de l'Aisne
- Conservatoire d'espaces naturels de Picardie